# Divine Intervention
Divine Intervention – szósty album studyjny thrashmetalowego zespołu Slayer. Nagrywany w 1994 roku, a wydany 27 września 1994 roku nakładem American Recordings. To pierwszy album nagrany z perkusistą Paulem Bostaphem. Zadebiutował na 8. miejscu listy Billboard 200, Divine Intervention stał się najwyżej uplasowanym albumem w historii zespołu do czasu Christ Illusion, który zadebiutował na miejscu 5. Według danych z kwietnia 2002 album sprzedał się w nakładzie 405 092 egzemplarzy na terenie Stanów Zjednoczonych.
Jest to płyta zagrana po raz pierwszy w zmienionym składzie po odejściu perkusisty Dave’a Lombardo. Na jego miejsce wstąpił Paul Bostaph, który grał wcześniej w grupie Forbidden i krótki czas w zespole Testament. Album ten z wcześniejszych nagrań zespołu najbardziej przypomina Reign in Blood, dlatego nosi miano Reign In Blood 2 lub Reign In Blood lat 90., jednak są tu również utwory (np. „213”, albo utwór tytułowy), które bardziej przypominają dokonania z chociażby South of Heaven czy też Seasons in the Abyss. Oprawa graficzna płyty, na której widnieje zdjęcie z wyciętym żyletką logiem zespołu na rękach jednego z fanów, przyniosła wiele kontrowersji. Kolejnym skandalem był tekst do utworu „SS-3” tak jak w przypadku „Angel of Death” autorstwa Jeffa Hannemana, tym razem opowiadający o Reinhardzie Heydrichu szefie dyktatury SS. Natomiast „213” to utwór opowiadający o psychopacie Jeffreyu Dahmerze, który mieszkał w domu z numerem 213. Tekst napisał Tom Araya, którego hobby jest zbieranie informacji o seryjnych mordercach, i już na poprzednim albumie Seasons In The Abyss napisał utwór „Dead Skin Mask” opowiadający o Eddiem Geinie. Divine Intervention to ostatni album Slayer, o którym można powiedzieć, iż jest to rdzenny thrash metal.

## Lista utworów
Opracowano na podstawie materiału źródłowego.
| Nr  | Tytuł utworu          | Słowa                                              | Muzyka                    | Długość |
| --- | --------------------- | -------------------------------------------------- | ------------------------- | ------- |
| 1.  | „Killing Fields”      | Tom Araya                                          | Kerry King                | 3:57    |
| 2.  | „Sex. Murder. Art.”   | Tom Araya                                          | Kerry King                | 1:50    |
| 3.  | „Fictional Reality”   | Kerry King                                         | Kerry King                | 3:38    |
| 4.  | „Dittohead”           | Kerry King                                         | Kerry King                | 2:31    |
| 5.  | „Divine Intervention” | Jeff Hanneman, Kerry King, Tom Araya, Paul Bostaph | Jeff Hanneman, Kerry King | 5:33    |
| 6.  | „Circle of Beliefs”   | Kerry King                                         | Kerry King                | 4:30    |
| 7.  | „SS-3”                | Jeff Hanneman                                      | Jeff Hanneman, Kerry King | 4:07    |
| 8.  | „Serenity in Murder”  | Tom Araya                                          | Jeff Hanneman, Kerry King | 2:36    |
| 9.  | „213”                 | Tom Araya                                          | Jeff Hanneman             | 4:52    |
| 10. | „Mind Control”        | Tom Araya, Kerry King                              | Jeff Hanneman, Kerry King | 3:04    |
|     |                       |                                                    |                           | 36:38   |

## Twórcy
Opracowano na podstawie materiału źródłowego.
| Zespół Slayer w składzie - Tom Araya – śpiew, gitara basowa - Jeff Hanneman – gitara - Kerry King – gitara - Paul Bostaph – perkusja | Inni - Dave Brock – pomocnik inżyniera - Jim Champagne – inżynier - Stephen Marcussen – mastering - Rick Rubin – producent wykonawczy - Jim Scott – inżynier - Jeff Sheehan – pomocnik inżyniera - Toby Wright – produkcja muzyczna, inżynier dźwięku, miksy - Dirk Walter – kierownik prac artystyczno-wizualnych, projektant - Neil Zlozower – fotograf - Stephen Stickler – fotograf - Brian Pollack – pomocnik inżyniera - Annalisa – praca artystyczno-wizualna - Wes Benscoter – praca artystyczno-wizualna, wykonawca okładki - Rick Sales – kierownik |

## Listy sprzedaży
| Lista                | Kraj              | Pozycja |
| -------------------- | ----------------- | ------- |
| Billboard 200        | Stany Zjednoczone | 8       |
| Media Control Charts | Niemcy            | 18      |
| UK Albums Chart      | Wielka Brytania   | 25      |
| Sverigetopplistan    | Szwecja           | 10      |
| Schweizer Hitparade  | Szwajcaria        | 15      |
| MegaCharts           | Holandia          | 31      |
| ARIA Charts          | Australia         | 27      |
| Ö3 Austria Top 40    | Austria           | 22      |
| Recorded Music NZ    | Nowa Zelandia     | 20      |